# Amblypodia amazona
Amblypodia amazona är en fjärilsart som beskrevs av Arnold Pagenstecher 1890. Amblypodia amazona ingår i släktet Amblypodia och familjen juvelvingar. Inga underarter finns listade i Catalogue of Life.